# ドリナ川

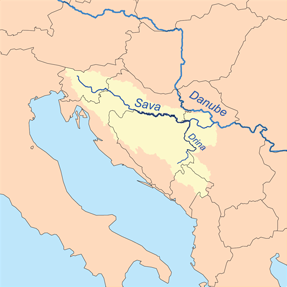
流域河川

ドリナ川（ボスニア語・クロアチア語:Drina, セルビア語:Дрина）はセルビア、ボスニア・ヘルツェゴビナを流れる川である。ディナル・アルプス山脈の大きなカルスト河川で、ドナウ川水系に属する。346kmの長さを有しサヴァ川の支流で、大部分がボスニア・ヘルツェゴビナとセルビアの国境となっている。ドリナの名はラテン語のDrinusや古代ギリシャ語のDreinosから来ているとされる。

## 地理
ドリナ川はタラ川とピヴァ川によって形作られ、ディナル・アルプス山脈に源を発する両河川が国境の村であるボスニア・ヘルツェゴビナ領フム村(Hum)・モンテネグロ領シチェパンポリェ村(Šćepan Polje)付近で合流する。タラ川の全長は144kmでそのうち110kmはモンテネグロ領内を流れ、最後の34kmはボスニア・ヘルツェゴビナとモンテネグロの国境を流れる。ドリナ川はボスニア・ヘルツェゴビナ北部を346kmにわたり流れ、途中でソコルル・メフメト・パシャ橋で有名なヴィシェグラードなどを通過するが、206kmはボスニア・ヘルツェゴビナ、セルビア両国の国境に沿って流れている。最後はボサンスカ・ラチャ村(Bosanska Rača)でサヴァ川に流れ込む。ディナルアルプスにあるタラ川の源流からサヴァ川の合流地点までは487kmほどになる。ドリナ川は航行可能な河川ではないが、タラ川とともにバルカン諸国の中でカヤックやラフティングの地として人々をひき付けている。

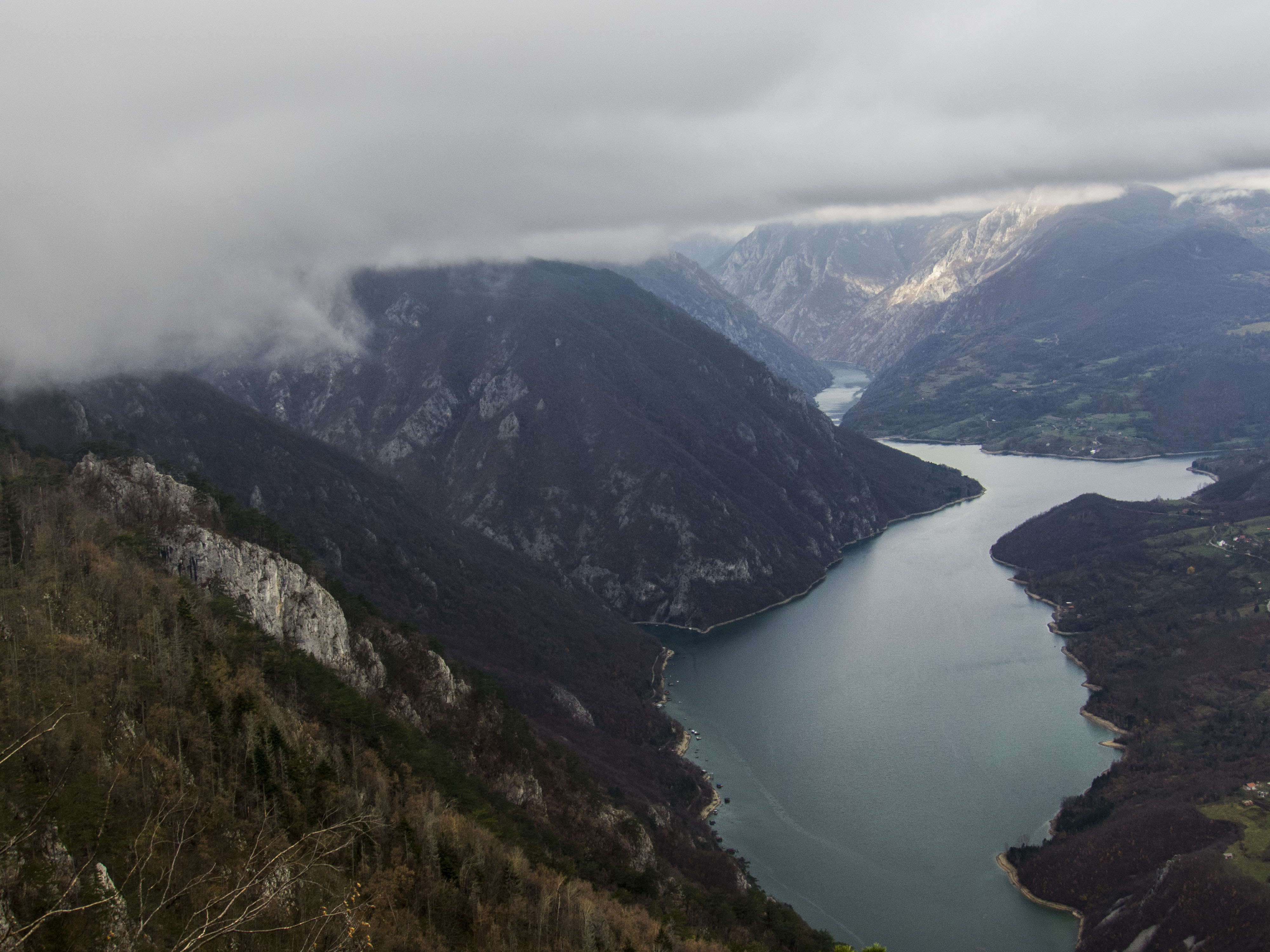

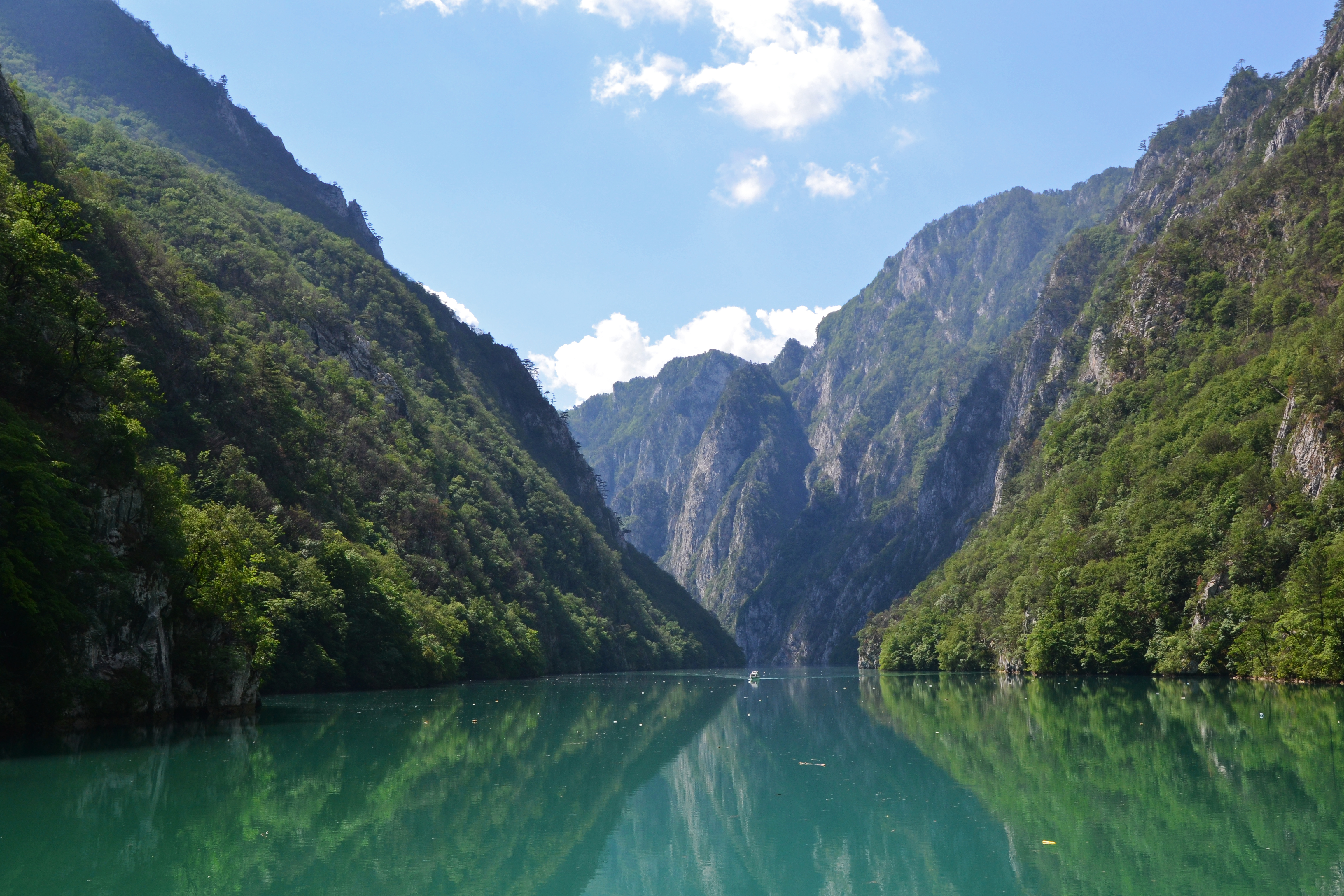

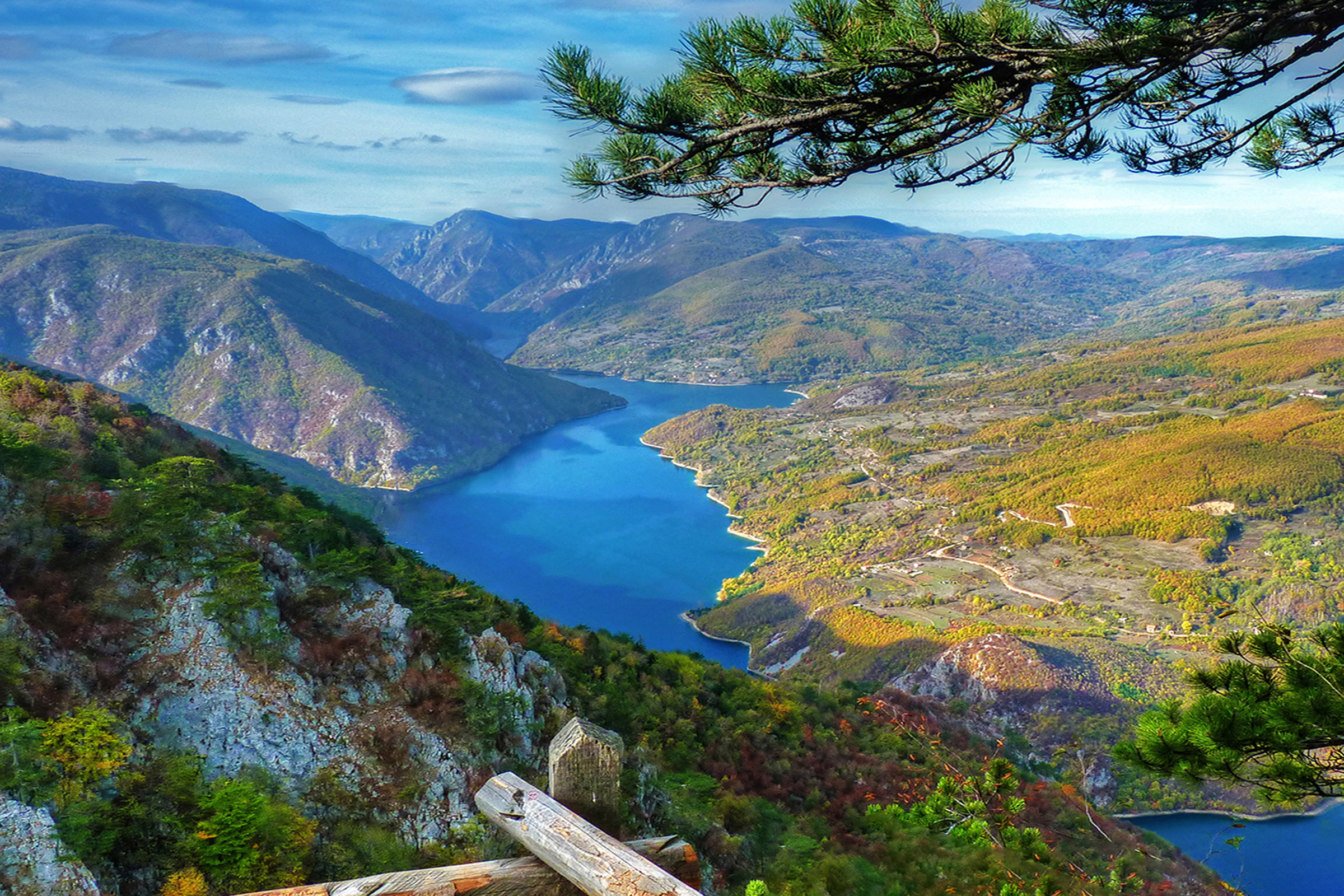

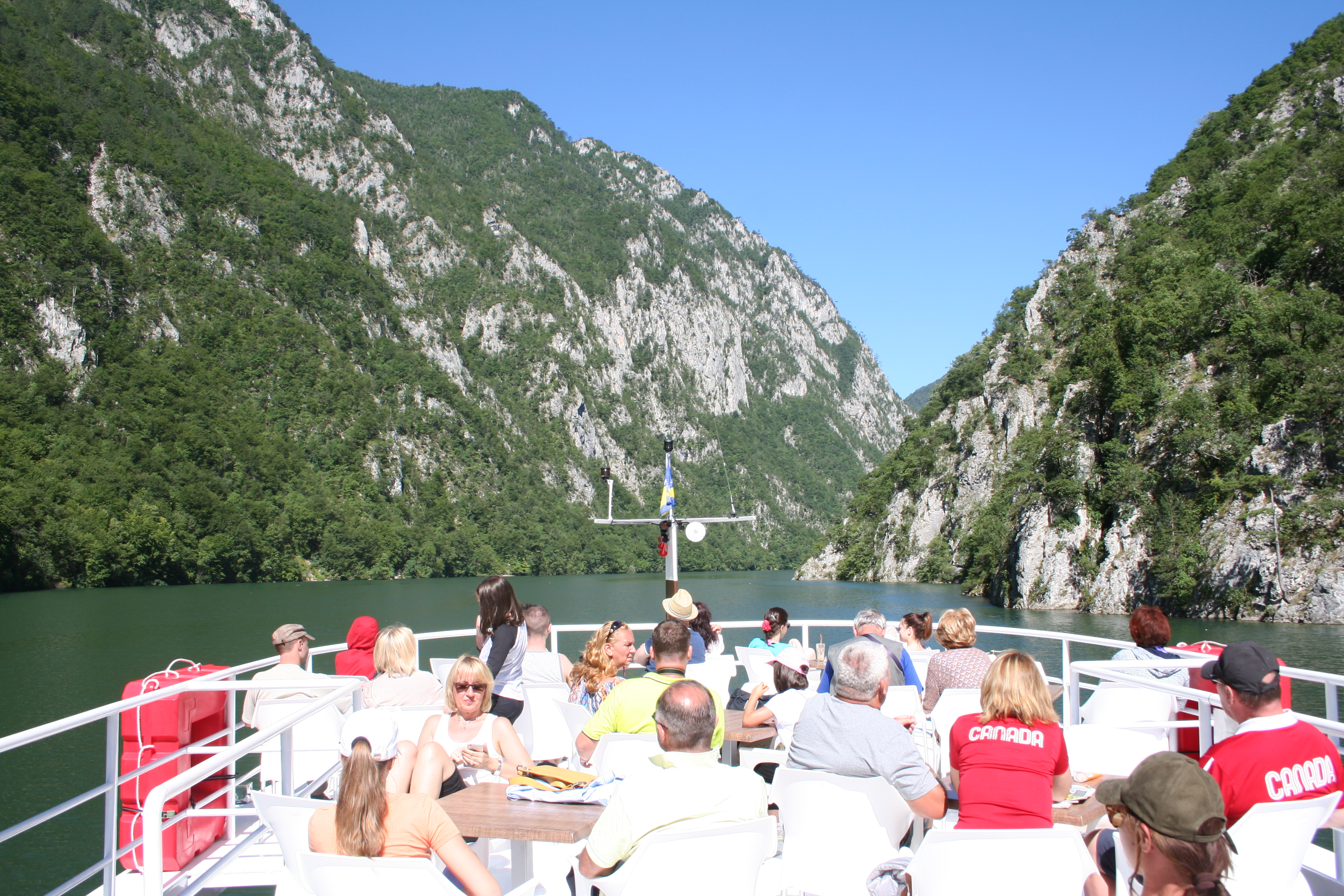